# Хариванша
«Харива́нша», также «Харива́мша» (санскр. हरिवंश, IAST: Harivaṃśa «родословие Хари»), — один из важных текстов санскритской литературы, играющий значительную роль в вайшнавизме. Состоит из 16 375 шлок (двустиший) в размере ануштубх.
Текст также известен как «Хариванша-пурана» и считается дополнительной, 19-й книгой «Махабхараты».
В «Бхаратабхавадипе», — наиболее известном комментарии к «Махабхарате», написанном Нилакантхой, — автор также комментирует «Хариваншу».
Традиция приписывает авторство текста ведийскому мудрецу Вьясе, который также считается автором «Махабхараты» и составителем Вед и Пуран. По мнению большинства учёных, текст «Хариванши» относится к периоду I или II века н. э.
Согласно «Махабхарате», «Хариванша» делится на две части, или парвы: «Хариванша-парву» и «Бхавишьят-парву». Однако сохранившийся до наших дней текст «Хариванши» состоит из трёх парв и делится на 271 главу, или адхьяю:
- «Хариванша-парва» состоит из 55-ти глав, повествуется о сотворении мира, затем в ней описываются родословные богов и царей династии Яду, в которой явился Кришна;
- «Вишну-парва» состоит из 81-й главы, посвящена описанию жизни и деяний Кришны. В этой парве содержится самое раннее описание Кришны как героя-пастуха и возлюбленного девочек-пастушек гопи;
- «Бхавишья-парва» — из 135-ти глав, в ней предсказываются грядущие события эпохи Кали-юги.

«Хариванша» переведена на многие языки Индии, и также на английский (М. Н. Датт, 1897 год), французский (M. A. Ланглуа, Париж, 1834 − 1835 год), и некоторые другие.
На русском языке в 1983 году в самиздате опубликованы фрагменты текста. Впоследствии не переиздавалась.
Также существуют джайнские «Хариванши» на различных индийских языках, в которых содержатся истории о Кришне в духе этой традиции.